# Myrträsket (Burträsks socken, Västerbotten, 716173-170352)
Myrträsket är en sjö i Skellefteå kommun i Västerbotten och ingår i Rickleåns huvudavrinningsområde. Sjön har en area på 0,291 kvadratkilometer och ligger 248,3 meter över havet. Sjön avvattnas av vattendraget Myrträskbäcken.

## Delavrinningsområde
Myrträsket ingår i det delavrinningsområde (716196-170270) som SMHI kallar för Ovan Risbäcken. Medelhöjden är 253 meter över havet och ytan är 4,4 kvadratkilometer. Det finns inga avrinningsområden uppströms utan avrinningsområdet är högsta punkten. Myrträskbäcken som avvattnar avrinningsområdet har biflödesordning 4, vilket innebär att vattnet flödar genom totalt 4 vattendrag innan det når havet efter 84 kilometer. Avrinningsområdet består mestadels av skog (29 procent) och sankmarker (65 procent). Avrinningsområdet har 0,29 kvadratkilometer vattenytor vilket ger det en sjöprocent på 6,6 procent.